# Habitat (banda)
Habitat es una banda del género Metal Alternativo formada en Sevilla (España), en el año 2013.

## Discografía

### LP
- En algún lugar (2016)

### EP
- Renacer (2016)

## Sonido e influencias
El estilo de la banda es una mezcla entre las influencias personales de cada miembro de la formación.

## Miembros
- John López (Voz)
- Pascual González (Guitarra)
- Enrique Vera (Guitarra)
- Darío González (Batería)
- Antonio J. Rocha (Bajo)